# Matías Flores
Matías Agustín Flores Barreto, (Cuernavaca, México, 25 de agosto del 2000) es un futbolista argentino nacido en México. Juega de delantero y su equipo actual es Talleres (RdE) de la Primera Nacional.

## Clubes
Actualizado de acuerdo al último partido jugado el 9 de agosto de 2025.
| Club                | País                | Año                 | Part. | Goles |
| ------------------- | ------------------- | ------------------- | ----- | ----- |
| Berazategui         | Argentina           | 2022-2024           | 94    | 36    |
| Arsenal de Sarandí  | Argentina           | 2025                | 9     | 0     |
| Talleres (RdE)      | Argentina           | 2025-act.           | 8     | 1     |
| Total en su carrera | Total en su carrera | Total en su carrera | 111   | 37    |